# Jean-Joseph Rateau
Le bienheureux Jean-Joseph Rateau, né le 18 novembre 1758 à Bordeaux et mort le 2 septembre 1792, est un prêtre catholique martyr de la révolution française

## Biographie
Le Bienheureux Jean-Joseph Rateau est né le 18 novembre 1758 sur le territoire de l'Église Saint-Éloi de Bordeaux dont il a très certainement été paroissien. Il est le fils d'un procureur au Parlement de Bordeaux. Il ne prête pas serment à la constitution civile du clergé. Il est arrêté en août 1792 et il est tué le 2 septembre.
Une plaque honore son martyre en l'église Saint-Éloi de Bordeaux.

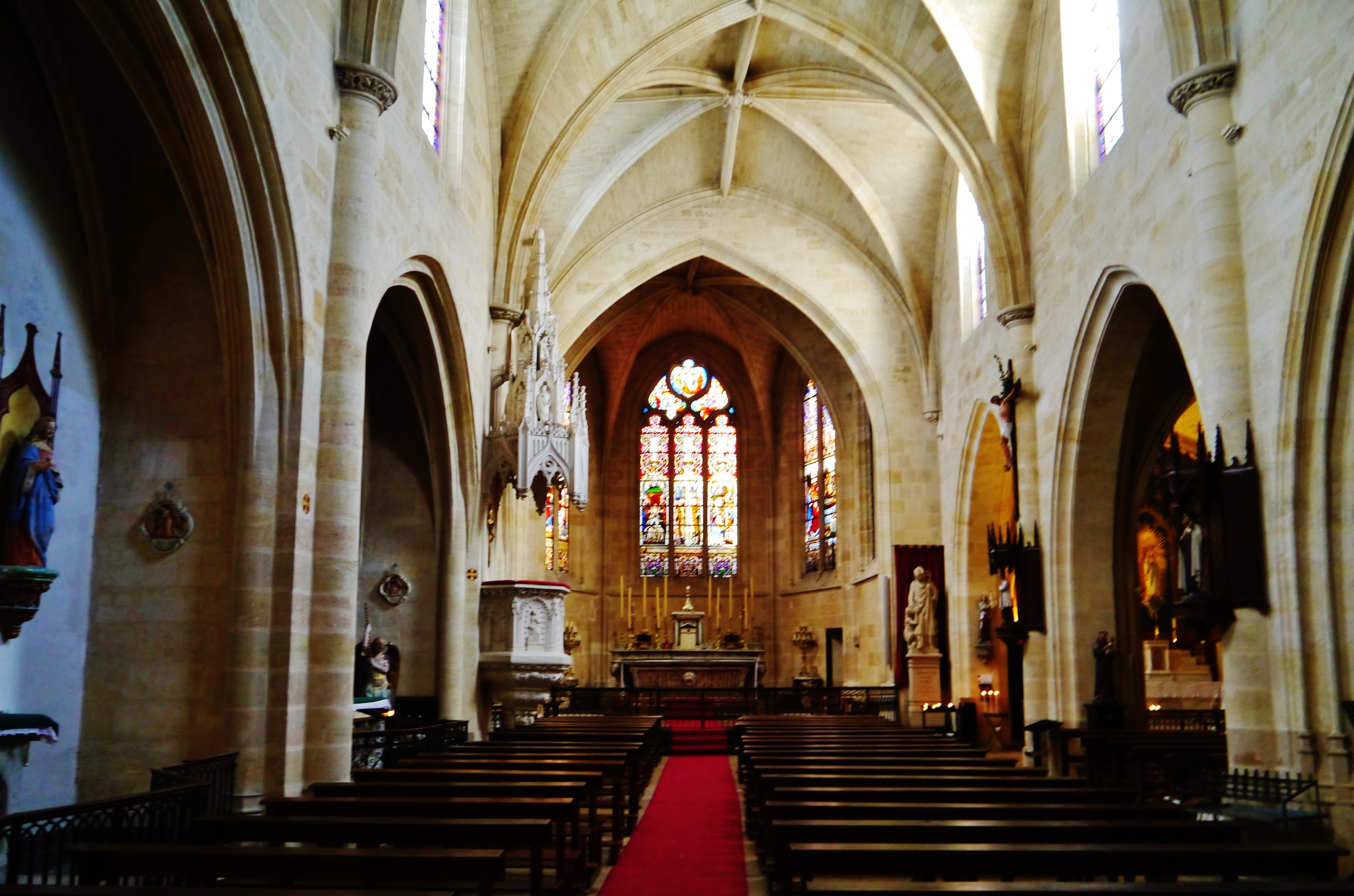
Église Saint-Éloi